# Збройні сили Тринідаду і Тобаго
Збройні сили Тринідад і Тобаго(англ. Trinidad and Tobago Defence Force) — сукупність військ Республіки Тринідад і Тобаго, призначена для захисту свободи, незалежності та територіальної цілісності держави.

## Історія
Тринідад був колонією Британської імперії, в колоніальний час тут був англійський гарнізон.
Після початку Другої світової війни зв'язок острова з метрополією виявився ускладненим, а 2 вересня 1940 року між США та Великобританією було підписано договір, відповідно до якого уряд США отримував право безкоштовно орендувати на 99 років низку ділянок на території британських колоній у західній півкулі (у тому числа, західне узбережжя Тринідада) і будувати там свої військові бази
Створення регулярних збройних сил почалося після оголошення незалежності 31 серпня 1962 на основі вже наявної інфраструктури. У 1963 року було створено резерв збройних сил (Volunteer Defence Force), який згодом отримав нове найменування (Defence Force Reserves).
Авіаційний підрозділ було вперше створено в лютому 1966 року у складі берегової охорони, у 1977 році воно було виділено в окремий рід військ, у 2005 році отримало нову назву Повітряна гвардія (англ. Trinidad and Tobago Air Guard).
Станом на початок 2011 року загальна чисельність збройних сил становила 4,06 тис. осіб.

## Сучасний стан
Станом на початок 2022 року загальна чисельність збройних сил становила 4,65 тис. осіб.
- Сухопутні війська: 3 тис. осіб (два піхотні батальйони, інженерний батальйон, батальйон підтримки та підрозділ спецназу), шість 81-мм мінометів і кілька Carl Gustaf
- Авіаційний підрозділ: 50 осіб, два транспортні літаки Fairchild C-26 Metroliner, один багатоцільовий вертоліт AW-139 і один транспортний вертоліт S-76.
- Берегова охорона: 1600 осіб, один патрульний корабель «Нельсон-2» та 12 патрульних катерів, а також два транспортні літаки Fairchild C-26 Metroliner, два багатоцільові вертольоти AW-139 та один транспортний вертоліт S-76.